# Капітан Фазма
Капітан Фазма (англ. Captain Phasma) — персонаж всесвіту «Зоряних Війн», який зіграла Гвендолін Крісті. Командир штурмовиків Першого ордену зоряного дредноута «Панування», який одночасно служив флагманом Сноука, Верховного лідера Першого ордену та штаб-квартирою ордену. Головний персонаж сьомого та восьмого епізодів фантастичної епопеї «Зоряні війни».

## Біографія
Жила через тридцять років після битви під Ендором. У період зіткнення Першого Ордену та Новою Республікою Фазма несла службу на зоряному руйнівнику «Фіналізатор» і носила звання капітана штурмовиків.

## Концепція і створення
Автори персонажа були натхненні відхиленим варіантом дизайну для Кайло Рена. Художник по костюмах Майкл Каплан вигадав концепцію «командира штурмовиків у яскраво виблискуючих срібних обладунках» Концепт-художник Дермот Пауер втілив ідею Каплана у життя, проте цей образ був негайно відкинутий режисером Джей Джей Абрамсом. Пізніше продюсер Кетлін Кеннеді схвалила дизайн, назвавши його "фантастичним". Тоді Абрамс використав дизайн, Каплана та Пауера, щоб створити нового персонажа, Фазму, назвавши на честь фільма жахів 1979 року «Фантазм», адже її броня нагадувала йому фільму летючих сфер з цієї картини. Каплан розробив персонажа вважаючи, що це «дуже круто» мати срібного броньованого персонажа у фільмі.
Спочатку персонаж був спочатку задуманий як чоловік, ставши жінкою менше ніж за три тижні до початку основних зйомок. Тим самим Фазма стала другим лиходієм жіночої статі у всесвіті «Зоряних війн» після Зами Вессель.
Створюючи капітана Фазму, автори фільму хотіли "розсунути межі" традиційних ролей для жіночих персонажів.
Акторка Гвендолін Крісті вперше була офіційно оголошена як виконавиця ролі капітана Фазми в номері журналу Vanity Fair, випущеному 4 травня 2015 року. Крісті довелося докласти чимало зусиль, щоби з'явитися у фільмі. Гвендолін було відомо, що персонаж спочатку був чоловіком. Граючи Фазму, Крісті довелося багато експериментувати з жестами, щоб передати характер персонажа.
Початковий костюм Фазми, використовуваний у «Пробудженні сили», мали створити протягом «чотирьох чи п'яти днів»; дизайнер з костюмів Дейв Кроссман описав роботу над ним як «повну паніку». Щоб одягти костюм на Крісті потрібно приблизно сорок п'ять хвилин. Новий костюм був створений для «Останніх джедаєв» за допомогою різних хитрощів. Так, шолом довелося повторно хромувати, а його посадку змінити, броню було зроблено «набагато чистіше і яскравіше».

## Характер
Командир штурмовиків Першого ордену, капітан Фазма описується як "жорсткий" ветеран і "командир", "членом тріумвірату", що стоїть на чолі ордену, поряд з Кайло Реном та генералом Хаксом. Акторка назвала свого персонажа «злою силою», що отримує задоволення від жорстокості, що сама Крісті пояснює важким шляхом, який довелося пройти Фазмі, щоб стати єдиною жінкою-штурмовиком. На відміну від інших штурмовиків у франшизі, Крісті зобразила Фазму з деякою жіночністю та зухвалістю.
Фазма зображується в хромованій броні. Для неї самої це «насамперед символ минулої влади». Крісті вважає шолом свого персонажа одночасно футуристичним і має середньовічні елементи. Кріс Лаверті, творець сайту аналізу костюмів фільмів Clothes on Film, назвав броню Фазми «напевно, найціннішим костюмом» і відзначив його як відображення її статусу. Він також вважав її плащ, «елегантно перекинутою через одне плече», як спосіб олюднити персонажа. У Всесвіті «Зоряних війн» плащ є традиційним одягом керівників Першого ордену. 